# Aeschropteryx palindaria
Aeschropteryx palindaria är en fjärilsart som beskrevs av Walker 1860. Aeschropteryx palindaria ingår i släktet Aeschropteryx och familjen mätare. Inga underarter finns listade i Catalogue of Life.